# Maria Radutu
Maria Radutu (Geburtsname Maria Răduțu; * 15. September 1984 in Bukarest, Rumänien) ist eine österreichisch-rumänische Pianistin.

## Leben

### Ausbildung und Auszeichnungen
Maria Răduțu wuchs in einem Plattenbau im Bukarester Stadtteil Drumul Taberei auf, in dem auch rund ein Viertel des Nationalorchesters des rumänischen Rundfunks wohnte. Im Alter von sechs Jahren erhielt sie ihren ersten Klavierunterricht und besuchte danach das George-Enescu-Musikgymnasium. Mit neun Jahren trat sie das erste Mal öffentlich im Rumänischen Nationalfernsehen in der Sendung des Musikkritikers und Musikwissenschaftlers Iosif Sava auf. Neben den jährlichen Preisen des Gymnasiums gewann sie national und international mehr als 20 Preise, unter anderem den ersten Platz mit Medaille beim Wettbewerb „Maryse Cheilan“ in Frankreich, den „Primo Premio Assoluto“ in Moncalieri, den Wettbewerb „Valentio Bucchi“ in Rom und den ersten Platz beim Wettbewerb „Paul Constantinescu“ in Ploiesti, Rumänien. Im Alter von zwölf Jahren debütierte sie im Großen Saal des Rumänischen Rundfunks in Bukarest unter dem Dirigenten Ludovic Bacs mit Mozarts Klavierkonzert in B-Dur KV 238.
1998 belegte sie bei der nationalen rumänischen Olympiade den ersten Platz. Im selben Jahr erhielt sie auf Empfehlung von Iosif Sava ein Langzeitstipendium der Rumänischen Akademie und übersiedelte nach Wien, wo sie ihr Studium an der Universität für Musik und darstellende Kunst Wien zunächst bei Stefan Vladar und später bei Stefan Arnold absolvierte. In dieser Zeit gab sie Klavierabende in Österreich, Rumänien, Italien, Tschechien, Frankreich und Spanien. Im Zuge ihrer Ausbildung spielte sie Rachmaninoffs 2. Klavierkonzert mit dem Dirigenten Georg Kugi im Großen Musikvereinssaal in Wien. 2005 bestand sie die 1. Diplomprüfung mit Auszeichnung, gekoppelt mit dem Benjamin-Preis für die beste und jüngste Kandidatin. 2010 erhielt sie ihr Konzertdiplom.

### Karriere
Klavierabende und Orchesterkonzerte führten sie von der Carnegie Hall in New York über das Al Bustan Festival in Beirut oder das Festspielhaus Baden-Baden bis nach Peking, wo sie 2006 mit Lang Lang und Dominik Hellsberg das Mozartjahr eröffnete. Es folgten Konzerte im Goldenen Saal des Wiener Musikvereins, im Großen Saal des Wiener Konzerthauses, im Salle Gaveau in Paris mit dem Wiener Kammerorchester oder im großen Saal des Auditorio Nacional de Música in Madrid mit der Orquesta Clasica Santa Cecilia sowie eine Asientournee 2016 mit dem Radio-Symphonieorchester Wien unter Cornelius Meister. Im Januar 2017 folgte ihr USA-Debüt in Las Vegas und San Francisco mit Mozarts Klavierkonzert in A-Dur KV 488  mit dem Las Vegas Symphonie Orchestra und dem California Symphonie Orchestra unter der Leitung des Dirigenten Donato Cabrera. 2016 und 2018 wurde sie als Gastsolistin der Wiener Staatsoper engagiert und spielte mit dem Orchester der Wiener Staatsoper Musik vom schwedischen Komponisten Mikael Karlsson und aus Chopins 1. Klavierkonzert.
Als Solistin und Kammermusikerin nahm sie an diversen Festivals teil, darunter beim Festival für Neue Musik Biennale Zagreb, beim Carinthischen Sommer in Ossiach, den Kammermusik-Konzerten der Wiener Philharmoniker in der Wiener Staatsoper, den Neuberger Festtagen, den Halbturner Schlosskonzerten oder dem Pannonische Forum Kittsee.
Stets bestrebt klassische Musik und moderne Kunst zu kombinieren, arbeitet sie mit Künstlern aus Design-, Visual- und Tanzbereichen. Komponisten wie Margareta Ferek Petric, Mikael Karlsson, Marco Annau, Thomas Wally, Florian C. Reithner widmeten ihr Werke, die auf ihren Alben oder in Recitals zu hören sind.
Maria Răduțu ist DECCA Artist für Konzeptalben, im Juni 2016 erschien ihr Album Insomnia bei Decca. Bereits 2013 erschien ihr Debütalbum Joujoux bei Preiser Records.

## Diskographie
- 2022: Konzerte für Trompete und Klavier (Schostakowitsch, Weinberg, Jolivet) mit Selina Ott, Trompete · ORF Radio-Symphonieorchester Wien, Dirigent: Dirk Kaftan, ORFEO
- 2020: Phoenix, Maria Radutu, Hello Stage
- 2019: The GershWIEN Project, Maria Radutu & Markus Adenberger (Klarinette), All Sound Around
- 2016: Insomnia, Maria Radutu, Decca[3]
- 2016: New Piano Trio – NP3, Maria Radutu, Florian Willeitner und Ivan Turkalj, Verde Fish Records
- 2013: Joujoux, Maria Radutu, Preiser Records[4]

## Kammermusik

### PhilKlang
2008 gründete sie PhilKlang, ein Kammermusikensemble bestehend aus Mitgliedern der Wiener Philharmoniker. Nach dem erfolgreichen Debüt im Wiener Konzerthaus folgten Engagements in der Wiener Staatsoper, dem Auditorio National in Madrid, die musikalische Gestaltung des Festivals Kontrapunkte in Lafnitz (Steiermark), sowie die künstlerische Leitung des Festivals SoundGarden – "PhilKlang & Friends @ Casino Baumgarten" in Wien, das 2012 und 2013 stattfand.

### New Piano Trio
Von 2013 bis 2017 war sie Pianistin und Gründungsmitglied des groovig-unkonventionellen New Piano Trio mit Florian Willeitner (Violine und Komposition) und Ivan Turkalj (Cello), mit dem sie die Grenzen von Klassik, Folk und Jazz überschritt, ihr Album NP3 wurde als „Klassik-Revolution“ gefeiert.

### Building Bridges
Der Sommer 2015 löste in Europa eine Flüchtlingswelle aus, die viele Künstler bewegte. Inspiriert von Royston Maldooms Community-Projekten, gründete und leitete Răduțu Building Bridges, eine Organisation die Workshops und Konzerte mit und für unbegleitete minderjährige Flüchtlinge ermöglichte.